# Aya
Aya (o Ay o Eye) també Merneferre Ay fou un faraó de la dinastia XIII. El seu nom de tron fou Merneferre (El que estima la bellesa Ra). El Papir de Torí el situa en el lloc 33è considerant els damnats i li dona un llarg regnat d'uns 24 anys que cal situar a partir d'una data propera al 1700 aC. Va succeir a Uahibu Iaib (Wahibre Ibiau) o simplement Ibiaw.
Una teoria suposa que fou en el seu regnat que els hicsos es van apoderar de la zona del Delta i van entrar a Memfis i Aya va fugir al sud des de la seva capital Itj-tawi, però recents investigacions s'inclinen per descartar aquest escenari.
Es conserven uns 60 escarabeus del seu regnat, un segell cilíndric, una gerra de pedra amb el seu nom, i la pedra de culminació de la seva piràmide (amb el seu nom) trobada a Khatana però que probablement era a Memfis on la seva tomba devia estar situada.
El va succeir Merhotepre Ini